# 小行星5393
小行星5393（5393 Goldstein）是一颗绕太阳运转的小行星，为主小行星带小行星。该小行星于1986年3月5日发现。

## 轨道参数
小行星5393的轨道半长轴为2.3369688 UA，离心率为0.126。